# Gilbert og Sullivan
W.S. Gilbert og Arthur Sullivan var en britisk musikduo som er kendt for en serie af operetter, opført på Savoy Theatre i London i slutningen af 1800-tallet. Gilbert var forfatter og Sullivan komponist. Deres samarbejde var vanskeligt og brød sammen ved flere lejligheder.
Gilbert og Sullivans største succes var The Mikado. Andre værker som er blevet klassikere i den engelsksprogede verden er The Pirates of Penzance og H.M.S. Pinafore; sidstnævnte er kendt i Danmark for Admiralens Vise (Jens Louis Petersens udgave af When I was a Lad ).
Værkerne satiriserer hyppigt let genkendelige institutioner i samtidens Storbritannien, bl.a. Westminsterparlamentet, Overhuset og adelen; samt samfundsproblemer som standsforskelle, nepotisme og politikere med interessekonflikter. The Mikado indeholder f.eks. figuren "Pooh-Bah", som beklæder alle offentlige embeder i hans hjemby hæver de tilhørende lønninger, og er en parodi over inhabilitet; i Iolanthe satiriseres Overhuset og i The Pirates of Penzance er generalmajoren uvidende om krigsførelse men skolet i geometri og Antikkens militærhistorie. I H.M.S. Pinafore er den britiske flådes admiral en levebrødspolitiker som aldrig sat sine ben på et skib, i Trial by Jury har dommeren begået samme forbrydelse som den tiltalte, og i The Gondoliers er en spansk hertugs vigtigste kompetence, at han kan kan flygte fra et slag hurtigere end sin hær.
Selvom emnerne der karikeres er typisk britiske, er flere operetter hensat i eksotiske og fiktive omgivelser for at gøre satiren mere spiselig for publikummet på The Savoy, som var et luksushotel; The Gondoliers foregår i Venedig og omhandler tronfølgen i "Barataria", og The Mikado er hensat til byen "Titipu" i Japan. Nedarvede privilegier er et hyppigt emne; i The Gondoliers må to gondolførere regere sammen, fordi det ikke kan afgøres, hvem af dem, der er den ægte tronfølger i "Barataria", og i H.M.S. Pinafore er skibets kaptajn og en menig sømand forvekslet ved fødslen, hvorefter de må bytte roller. Tilsvarende er socialt umulige forelskelser mellem figurer fra over- og underklassen et hyppigt tema.
I 1886 overværede et medlem af en sidegren til japanske kejserfamilie, Prins Komatsu Akihito, en opførsel af The Mikado, og fortalte at han havde moret sig. Under et statsbesøg i 1907 fra en anden japansk prins, Fushimi Sadanaru, blev The Mikado taget af plakaten for at undgå at fornærme ham, hvorefter han beklagede sig til sine værter over ikke at have kunnet se stykket.
Et særkende for operetterne er, at mange af dem indeholder en indlagt "patter song"; en tungebrækkende, ofte rimende, tekst, som synges under meget stor hastighed; særligt "I am the very model of a modern Major-General" (Generalmajoren, "The Pirates of Penzance"), "Nightmare Song" (Lord Chancellor, "Iolanthe"), "My Name is John Wellington Wells" (Troldmanden, "The Sorcerer") og "My eyes are fully open to my awful situation" (trio, "Ruddigore").
Gilbert og Sullivans operetter forbindes ofte med D'Oyly Carte Opera Company, idet selskabet opførte mange af operetterne frem til det selv lukkede i 1982. Der afholdes hver sommer en Gilbert & Sullivan-festival i Buxton i England.
Deres liv og samarbejde skildres i filmene Triumf i toner og Topsy-Turvy. Sullivan skrev også operetter uden Gilberts medvirken, men de blev dårligt modtaget af publikum.

## Operetter
- Thespis (1871)
- Trial by Jury (1875)
- The Sorcerer (1877)
- H.M.S. Pinafore (1878)
- The Pirates of Penzance (1879)
- Patience (1881)
- Iolanthe (1882)
- Princess Ida (1884)
- The Mikado (1885)
- Ruddigore (1887)
- The Yeomen of the Guard (1888)
- The Gondoliers (1889)
- Utopia, Limited (1893)
- The Grand Duke (1896)

## Film indeholdende musik af Sullivan (udvalg)
- 1939 – The Mikado
- 1942 – Mrs. Miniver
- 1953 – Triumf i toner
- 1978 – Pigen som vidste for meget
- 1982 – Pirate Movie
- 1994 – Prêt-à-Porter - Den nøgne sandhed
- 1995 – Things To Do in Denver When You're Dead
- 1996 – Striptease
- 1998 – Wilde
- 1998 – Star Trek: Insurrection
- 1999 – Topsy-Turvy
- 1999 – The Talented Mr. Ripley
- 2001 – Kate & Leopold